# Orphelinat de Constantinople
L'Orphelinat de Constantinople (en grec Ὀρφανοτροφεῖον) est une institution impériale byzantine, un établissement unique en son genre dans la documentation conservée. Son administrateur s'appelait l'« orphanotrophe » (en grec ὀρφανοτρόφος). Ces mots composés viennent du nom ὀρφανός, « orphelin », et du verbe τρέφειν, « entretenir, élever, nourrir ».

## Histoire
Selon les Patria de Constantinople, un patrice et protovestiaire du nom de Zôtikos se signala sous le règne de l'empereur Constance II (337-361) par la fondation dans la nouvelle capitale de plusieurs institutions charitables, dont un orphelinat ; canonisé après sa mort, il est devenu « saint Zotique » (fêté le 31 décembre). Une loi de l'empereur Léon Ier (457-474) l'appelle le premier « orphanotrophe ». Un orphelinat portant le nom de Zôtikos est mentionné dans une novelle de l'empereur Héraclius (610-641). Mais dans la suite, l'appellation « Saint-Zotique » s'appliqua à une léproserie qui se trouvait de l'autre côté de la Corne d'Or par rapport à Constantinople, sur une hauteur dominant le quartier de Galata ; cependant, cette léproserie était administrativement rattachée à l'orphanotropheion, et le responsable appelé orphanotrophos était à la tête des deux établissements.
D'après les Patria, l'Orphanotropheion lui-même (« τὸ εὐαγὲς ὀρφανοτροφεῖον τῆς βασιλίδος πόλεως ») aurait été construit sous le règne de Justin II (565-578), à l'initiative du souverain et de sa femme Sophie, près d'une église placée sous l'invocation des saints Pierre et Paul, plus tard appelée simplement église Saint-Paul. Ces édifices se trouvaient près de la porte d'Eugène des murailles maritimes, un peu à l'ouest de la pointe de l'Acropole (au débouché de la Corne d'Or sur le Bosphore). Une novelle des empereurs Léon VI et Alexandre, datée de 909 et déposée en l'église des Princes des Apôtres de l'Orphelinat (c'est-dire saint Pierre et saint Paul), rappelle qu'une rente annuelle de 443 nomismata d'or avait été instituée par Justin II en faveur de l'établissement, et proclame que cette donation continuera à avoir ses pleins effets, les biens de l'institution étant d'autre part déclarés inaliénables.
À la fin du XIe siècle, cet orphelinat était fort délabré. L'empereur Alexis Ier (1081-1118) le restaura et l'accrut considérablement : selon sa fille Anne Comnène, il aurait édifié autour de l'église Saint-Paul une véritable cité, dont l'importance était telle qu'il fallait toute une journée pour en faire le tour. De nombreuses maisons logeaient des pauvres et des infirmes : vieillards, nourrissons, impotents, paralytiques, aveugles, estropiés, au nombre de plusieurs milliers. L'orphelinat lui-même, restauré, fut doté d'immenses revenus ; une école fut fondée tout à côté, où des orphelins et des enfants pauvres recevaient une éducation gratuite. Le nom d'Orphanotropheion désigna désormais l'ensemble de cette « ville dans la ville » qu'avait créée l'empereur.
Ce grand orphelinat de Saint-Paul continua de bénéficier de la sollicitude des empereurs pendant tout le XIIe siècle ; Jean II (1118-1143), notamment, l'agrandit encore. Pendant l'occupation latine (1204-1261), il est très probable qu'il fut négligé et périclita, car les Latins se soucièrent peu d'entretenir les institutions publiques byzantines. Lorsque Michel VIII Paléologue reprit la ville (1261), elle était en piteux état, et la réparation des ruines prit des années. L'empereur restaurateur créa une école publique « près de l'église du grand saint Paul, dans les bâtiments de l'ancien orphelinat » et lui assigna des revenus annuels pour le traitement des maîtres et l'entretien des élèves. Il semble donc que l'orphelinat lui-même n'existait plus en cet endroit à l'époque. Nicéphore Grégoras, parlant de la restauration de l'église Saint-Paul sous Andronic II, ne le mentionne même plus.

## L'orphanotrophe
Le Code et les Novelles de l'empereur Justinien parlent plusieurs fois d'« orphanotrophi » et d'« orphanotrophia » au pluriel. Il est vraisemblable qu'à partir de la fondation de Justin II il y eut un orphanotrophe nommé par l'empereur. Au Xe siècle, ce responsable faisait partie de la classe des secrétaires, avec les logothètes, les chartulaires et les curateurs. Selon le Klètorologe de Philothée, il occupait le 56e rang dans la liste des dignitaires par édit (révocables au gré du souverain), le 11e de la classe des secrétaires et le 59e dans la liste des invités aux dîners impériaux ; il pouvait être titré anthypatos (proconsul), patrice ou protospathaire. Le Taktikon Uspensky le place au 37e rang des patrices. Ces titres montrent que les orphanotrophes étaient en principe des laïcs, car les clercs n'en portaient généralement pas. Sous les empereurs de Nicée et sous les Paléologues, le titre d'orphanotrophe fut maintenu dans la hiérarchie palatine, mais il ne correspondait plus à aucune fonction.
Avant 1204, l'autorité de l'orphanotrophe s'exerçait sûrement sur l'orphelinat de Saint-Paul et sur la léproserie de Saint-Zotique, mais quant aux autres fondations charitables publiques, à Constantinople ou dans d'autres villes (hôpitaux, asiles de vieillards, instituts divers), elles dépendaient a priori, soit du chartulaire du Sakellion (la caisse du domaine impérial), soit du « grand curateur » (chargé des biens confisqués ou légués à l'empereur). L'orphanotrophe n'était donc pas, d'une façon générale, un « ministre de l'Assistance Publique ».  
L'orphanotrophe était chargé, pour Constantinople, de l'administration des biens des orphelins jusqu'à leurs vingt ans ou jusqu'à leur mariage (fonction exercée dans les provinces par les évêques ou les higoumènes de monastère). Il lui était interdit de vendre, échanger ou donner ces biens, sauf autorisation spéciale, et en cas de malversation il était déféré à la justice de l'éparque. En certains jours de fête, l'orphanotrophe conduisait ses pupilles au Grand Palais ; ils entonnaient des chants devant l'empereur et recevaient de lui des cadeaux. Le dimanche des Rameaux, l'orphanotrophe présentait au souverain les exemplaires du symbole de la Foi.
Parmi les orphanotrophes signalés dans la documentation :
- À la suite d'un complot contre Romain Lécapène, le magistros Étienne et ses deux amis intimes, Théophane Teikhiotès et Paul l'Orphanotrophe, furent tondus moines et relégués sur l'île d'Antigoni ;
- Jean l'Orphanotrophe († 1043) fut maître de l'État pendant près d'une décennie, jusqu'à sa chute en 1041 ;
- Au XIIe siècle, le canoniste Alexis Aristénos cumula longtemps plusieurs titres, dont celui d'orphanotrophe ;
- Michel Hagiothéodoritès, participant des synodes de 1166 et 1170 et connu par des discours et des lettres de contemporains, était à la fois logothète du drome et orphanotrophe ;
- Léon Bardalès, orphanotrophe, était un ami de Maxime Planude, destinataire de deux de ses lettres, et envoyé avec lui en ambassade à Venise en 1296.

## L'école Saint-Paul de l'Orphelinat
Fondée à la fin du XIe siècle par l'empereur Alexis Ier, elle assurait un enseignement de niveau moyen (ἐγκύκλιος παιδεία) aux enfants orphelins ou indigents de toute nationalité. Désignée par Anne Comnène sous les vocables de « παιδευτήριον » ou « παιδευτήριον τῶν γραμματικῶν », elle avait à sa tête un παιδευτής chargé d'un enseignement grammatical, entraînant une partie des enfants aux questions de grammaire, l'autre partie aux exercices des σχέδη. Dans les classes, on pouvait trouver « un Latin qui s'instruisait, un Scythe qui apprenait le grec, un Romain qui s'exerçait sur les ouvrages des Hellènes, un Hellène illettré qui apprenait à se servir correctement de sa langue ».
Au début du XIIe siècle, Étienne Skylitzès (qui devint métropolite de Trébizonde en 1126), fut nommé juste à la fin de ses études professeur à Saint-Paul par décision de l'empereur (ψήφῳ βασιλικῇ), d'abord sur une chaire subalterne (ὕφεδρος), son frère aîné occupant la chaire principale (προεδρία), ensuite sur cette dernière chaire, malgré sa grande jeunesse et de nombreux autres candidats qui tentèrent de faire pression sur le patriarche. Théodore Prodrome fut élève de Skylitzès à Saint-Paul, et il semble qu'il ait eu ensuite une activité dans l'établissement. En 1168, Basile Pédiaditès (alors diacre de Sainte-Sophie, futur métropolite de Corfou) est qualifié de « μαίστωρ τῆς σχολῆς τῶν γραμματικῶν τοῦ Παύλου », une fonction qui lui valut par la suite le surnom d'Ἁγιοπαυλίτης (« Basile l'Hagiopaulite »). 
Mais il semble qu'il faille distinguer deux choses : l'école Saint-Paul de l'Orphelinat d'une part, et d'autre part le fait que l'église Saint-Paul était l'un des lieux d'implantation de l'École patriarcale, dont les leçons se donnaient au XIIe siècle dans plusieurs églises de la capitale. Vers 1150, Michel ὁ τοῦ Θεσσαλονίκης (« le neveu du métropolite de Thessalonique ») est didascale du Psautier (l'une des trois chaires supérieures de l'Église patriarcale) pendant dix ans, et ses cours se tiennent dans l'église Saint-Paul. De même, de 1182 à 1194, Constantin Stilbès dispense un enseignement théologique à Saint-Paul.